# Шмаров Валерій Миколайович
Вале́рій Микола́йович Шма́ров (14 серпня 1945 , Жолоби, Вінницька область  — 14 жовтня 2018 , Київ ) — український політик, 3-й Міністр оборони України. Доктор технічних наук (2006), професор Національного авіаційного університету (2004), директор Аерокосмічного інституту (з 05.2005), професор; президент Асоціації підприємств авіапромисловості України «Укравіапром».

## Біографія
Народився 14 серпня 1945 (с. Жолоби Томашпільського району Вінницької області); українець; батько Микола Петрович (1914—1968); мати Єфросінія Йосипівна (1923—2006); дружина Ольга Вікторівна (1947) — викладач військ. ліцею; дочка Катерина (1968—2012) — інженер; син Тимур (1976) — офіцер.
Освіта: Київський технікум радіоелектроніки (1966), радіотехнік; Київський університет ім. Т.Шевченка (1972), економіст; кандидатська дисертація «Принципи побудови лазерних систем визначення місцевої вертикалі космічного апарата» (1996); докторська дисертація «Методи дистанційного контролю геометричних параметрів великогабаритних виробів» (Національний авіаційний університет, 2006).
06.1993-07.95 — Віце-прем'єр-міністр України з питань діяльності ВПК. З 08.1994 — в.о. Міністра оборони України. 10.1994-07.95 — Віце-прем'єр-міністр — Міністр оборони України. 10 жовтня 1994—8 липня 1996 — Міністр оборони України, одночасно за посадою Член Ради національної безпеки і оборони України.
З травня 1998 по травень 2002 — Народний депутат України 3-го скликання, обраний по виборчому округу № 173
Харківська області. З'яв. 59.8 %, за 31.4 %, 18 суперників. На час виборів: президент Асоціації державних підприємств авіаційної промисловості «Укравіапром». Член фракції НДП (травень 1998 — лютий 2000), член групи «Солідарність» (з лютого 2000). Член Комітету з питань національної безпеки і оборони (з липня 1998).
З 07.1997 — президент Асоціації підприємств авіапромисловості України «Укравіапром». Квітень 2002 — кандидат в народні депутати України, виборчий округ № 220, м. Київ, самовисування. За 4.15 %, 5 з 21 претендентів. На час виборів: народний депутат України, член Української партії «Єдність».
13.06.2002-03.05.05 — ген. директор Державної компанії з експорту та імпорту продукції і послуг військового та спеціального призначення. Депутат Київської облради народних депутатів (травень 1990 — липень 1994). Був членом Президії Ради національної безпеки при Президентові України.
Дійсний член Української технологічної академії (1996).
Автор (співавтор) близько 40 наукових праць з питань діагностики поверхонь складної форми за допомогою лазерних далекомірів.
Володів англійською мовою.
Захоплення: історична література, театр, плавання, садівництво.
Помер 14 жовтня 2018 року на 74-му році життя. Похований на Берковецькому кладовищі.

## Нагороди
- Орден «За заслуги» III ст.  (20 серпня 2010) — за значний особистий внесок у соціально-економічний, науково-технічний і культурний розвиток Української держави, вагомі трудові досягнення, багаторічну сумлінну працю та з нагоди 19-ї річниці незалежності України[4]
- Відзнака «Іменна вогнепальна зброя» (3 серпня 1995) — за особисті заслуги у забезпеченні обороноздатності України, високої готовності Збройних Сил України, плідну діяльність у підтриманні миру в Європі та у світі в цілому[5]
- Державна премія України в галузі науки і техніки 2002 року — за роботу «Національна еталонна база України: створення та впровадження в економіку держави» (у складі колективу)[6]
- Орден Трудового Червоного Прапора (1988), орден «Знак Пошани» (1976). Медалі.
- Почесна грамота Верховної Ради України (2005).
- Почесна грамота Кабінету Міністрів України 2000[7]